# Nyctemera ottonis
Nyctemera ottonis là một loài bướm đêm thuộc phân họ Arctiinae, họ Erebidae.